# Flegrei-félsziget

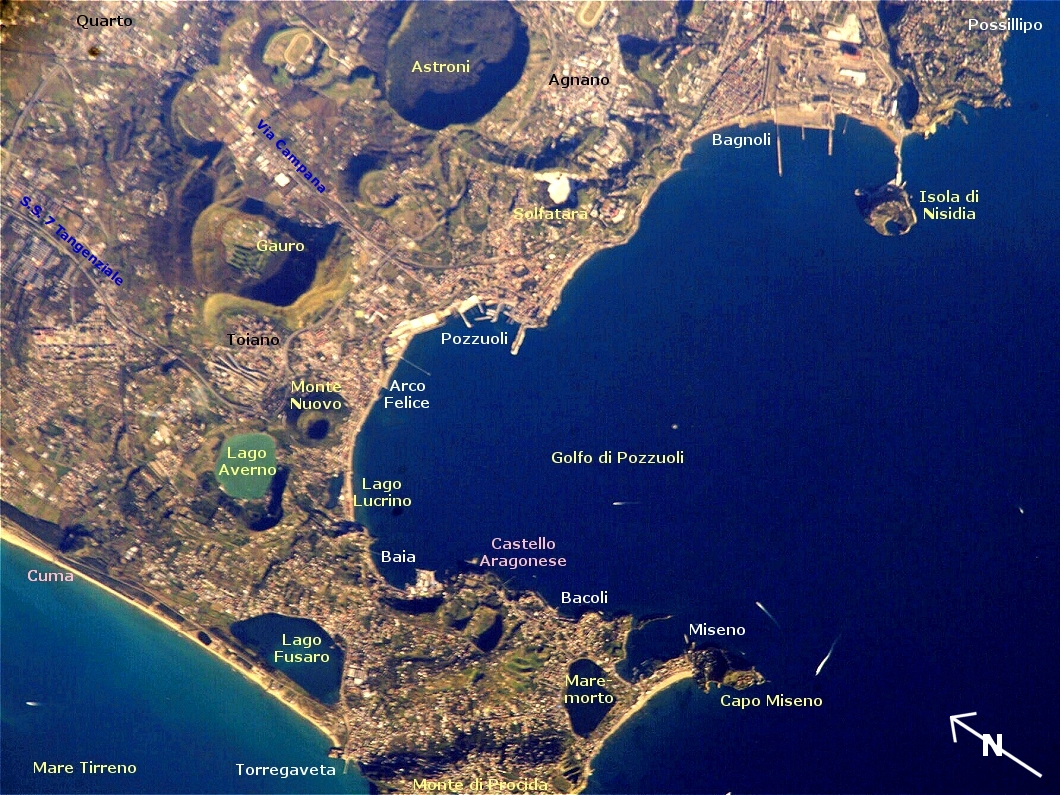
A Pozzuoli-öböl környéke

A Flegrei-félsziget vagy Cumai-félsziget egy félsziget Olaszország Campania régiójában, amely a Pozzuoli-öböl északi részét határolja. A Campi Flegrei szuperkalderájának tulajdonképpeni északi részéből alakult ki. Területén fekszik a Monte Nuovo vulkáni kúp, az Avernói-tó, Lucrinói-tó, Fusaro-tó (mindhárom krátertó). Területén Monte di Procida, Bacoli és Pozzuoli települések osztoznak. Nyugati végében található a Misenói-fok.